# Cedriane
Cedriane, Sedghiane ou Cedghiane est une localité du centre de l'île de Djerba en Tunisie. Elle était autrefois le chef-lieu de l'île de Djerba.
Le village abrite le Ksar Ben Ayed, ancien palais du caïd Hamida Ben Ayed, ainsi que cinq mosquées dont une dotée d'un petit minaret pittoresque.

## Ksar Ben Ayed
Le palais a été bâti au XVIIIe siècle pour la famille Ben Ayed qui occupait des postes importants à la cour et dans l'administration des beys de Tunis et a donné des gouverneurs à l'île.
Hamida Ben Ayed, personnage important sur le plan politique et économique sous le règne de Hammouda Pacha, fait appel à des maîtres maçons italiens et à des décorateurs marocains, aux côtés des artisans tunisiens. L'architecture du palais réemploie des colonnes romaines, associées à des arcades ottomanes. La décoration a recours aux faïences de Guellala et une salle conserve un magnifique plafond de bois sculpté et peint.
Le palais est de nos jours en grande partie en ruines, mais une association s'est constituée pour en promouvoir la restauration. Le site devient un monument classé le 4 juillet 2016.